# Death Note-bind
Dette er en liste over bind af den japanske mangaserie Death Note, skrevet af Tsugumi Ohba og illustreret af Takeshi Obata. De 108 individuelle kapitler er oprindeligt blevet udgivet i Shueishas Weekly Shonen Jump i perioden december 2003 til maj 2006. Serien omhandler primært gymnasieeleven Light Yagami, som beslutter sig for at bruge en overnaturlig notesbog kaldet en "Death Note", som dræber hvem som helst hvis navn skrives i den, for at befri verden for ondskab.
Death Note er blevet samlet op i tolv tankoubon-bind i japan, hvoraf det første blev udgivet den 2. april 2004, og det tolvte den 4. juli 2006.  Derudover er en guidebog kaldet Death Note 13: How to Read også blevet udgivet den 13. oktober 2006. Guidebogen indeholder information om serien og indeholder karakter-profiler, forfatter-interviews og seriens pilotkapitel, som udspiller sig inden Death Note-serien. I Danmark er seriens 12 bind blevet udgivet i perioden september 2008 til juni 2010.

## Bind
| 1. "Kedsomhed" (退屈 "Taikutsu") 2. "L" (L "Eru") 3. "Familie" (家族 "Kazoku") 4. "Strøm" (電流 "Denryū") | 1. "Øjeæble" (眼球 "Gankyū") 2. "Manipulation" (操作 "Sōsa") 3. "Målet" (標的 "Hyōteki") |

| 1. "Kvinde" (女 "Onna") 2. "Hul" (穴 "Ana") 3. "Sammenløb" (合流 "Gōryū") 4. "Et" (一 "Hitotsu") 5. "Gud" (神 "Kami") | 1. "Nedtælling" (秒読 "Byōyomi") 2. "Fristelse" (誘惑 "Yūwaku") 3. "Opringning" (電話 "Denwa") 4. "På hovedet" (逆立 "Sakadachi") |

| 1. "Skrald" (芥 "Gomi") 2. "Stirren" (視線 "Shisen") 3. "Ydmygelse" (屈辱 "Kutsujoku") 4. "Første træk" (先手 "Sente") 5. "Tvetydighed" (裏腹 "Urahara") | 1. "Ulykke" (不幸 "Fukō") 2. "Spurt" (激走 "Gekisō") 3. "Skjold" (盾 "Tate") 4. "Fjols" (馬鹿 "Baka") |

| 1. "Omslag" (転倒 "Tentō") 2. "Kærlighed" (恋心 "Koigokoro") 3. "Dom" (判定 "Hantei") 4. "Våben" (武器 "Buki") 5. "Bombe" (爆弾 "Bakudan") | 1. "Lethed" (簡単 "Kantan") 2. "Spil" (賭 "Kake") 3. "Fjernelse" (移動 "Idō") 4. "Fængsel" (投身 "Tōshin") |

| 1. "Udviskning" (白紙 "Hakushi") 2. "Faderskab" (親子 "Oyako") 3. "Otte" (八人 "Hachinin") 4. "Slag" (打撃 "Dageki") 5. "Adskillelse" (離別 "Ribetsu") | 1. "Venskab" (仲間 "Nakama") 2. "Matsuda" (松田) 3. "Himlen" (天国 "Tengoku") 4. "Sort" (黒 "Kuro") |

| 1. "Arvtager" (後継 "Atotsugi") 2. "Meningsløshed" (無茶 "Mucha") 3. "Uegnethed" (不向 "Fumuki") 4. "Umodenhed" (先走 "Sakibashiri") 5. "Byttehandel" (交換 "Kōkan") | 1. "Potteplante" (植木 "Ueki") 2. "Yotsuba" (四葉) 3. "Fejltagelse" (誤認 "Gonin") 4. "Øjeblik" (寸止 "Sundome") |

| 1. "Skrig" (悲鳴 "Himei") 2. "Midte" (中 "Naka") 3. "Tilføjelse" (創造 "Sōzō") 4. "Favn" (抱擁 "Hōyō") 5. "Valg" (二択 "Nitaku") | 1. "Fornemmelse" (胸中 "Kyōchū") 2. "Nul" (零 "Zero") 3. "Bortførelse" (誘拐 "Yūkai") 4. "Rival" (二番 "Niban") |

| 1. "Beslutning" (決断 "Ketsudan") 2. "Mål" (的 "Mato") 3. "Ret vinkel" (直角 "Chokkaku") 4. "Ansvar" (責任 "Sekinin") 5. "Død" (死亡 "Shibō") | 1. "Button" (釦 "Botan") 2. "Opdagelse" (発見 "Hakken") 3. "Flugt" (飛翔 "Hishō") 4. "Skælven" (身震 "Miburui") |

| 1. "Kontakt" (接触 "Sesshoku") 2. "Bekræftelse" (確認 "Kakunin") 3. "Pres" (背水 "Haisui") 4. "Glansrolle" (熱演 "Netsuen") 5. "Tilkendegivelse" (認知 "Ninchi") | 1. "Hilsen" (挨拶 "Aisatsu") 2. "Brug" (利用 "Riyō") 3. "Forudsigelse" (予測 "Yosoku") 4. "Løgn" (白々 "Shirajira") |

| 1. "Oprydning" (掃除 "Sōji") 2. "Advarsel" (通告 "Tsūkoku") 3. "Selv" (自分 "Jibun") 4. "Sletning" (削除 "Sakujo") 5. "Tilfældighed" (偶然 "Gūzen") | 1. "Valg" (当選 "Tōsen") 2. "Japan" (日本 "Nihon") 3. "I morgen" (明日 "Ashita") 4. "Samtale" (会話 "Kaiwa") |

| 1. "Sjælebånd" (同心 "Dōshin") 2. "Forsmag" (予告 "Yokoku") 3. "Ophold" (停止 "Teishi") 4. "Nat" (夜 "Yoru") 5. "Beslutning" (決定 "Kettei") | 1. "Dobbeltspil" (外 "Soto") 2. "Overbevisning" (納得 "Nattoku") 3. "Berøring" (一方 "Ippō") 4. "Optræk" (色々 "Iroiro") 5. "Fuldtallighed" (全員 "Zen'in") |

| 1. "Selvmord" (二人 "Futari") 2. "Duel" (対面 "Taimen") 3. "Tilskyndelse" (誘導 "Yūdō") 4. "Tålmodighed" (我慢 "Gaman") 5. "Erklæring" (宣言 "Sengen") | 1. "Svar" (答 "Kotae") 2. "Umulighed" (無理 "Muri") 3. "Blodtørst" (殺意 "Satsui") 4. "Tæppefald" (幕 "Maku") 5. "Slutning" (完 "Kan") |